# Lesista Kazalnica

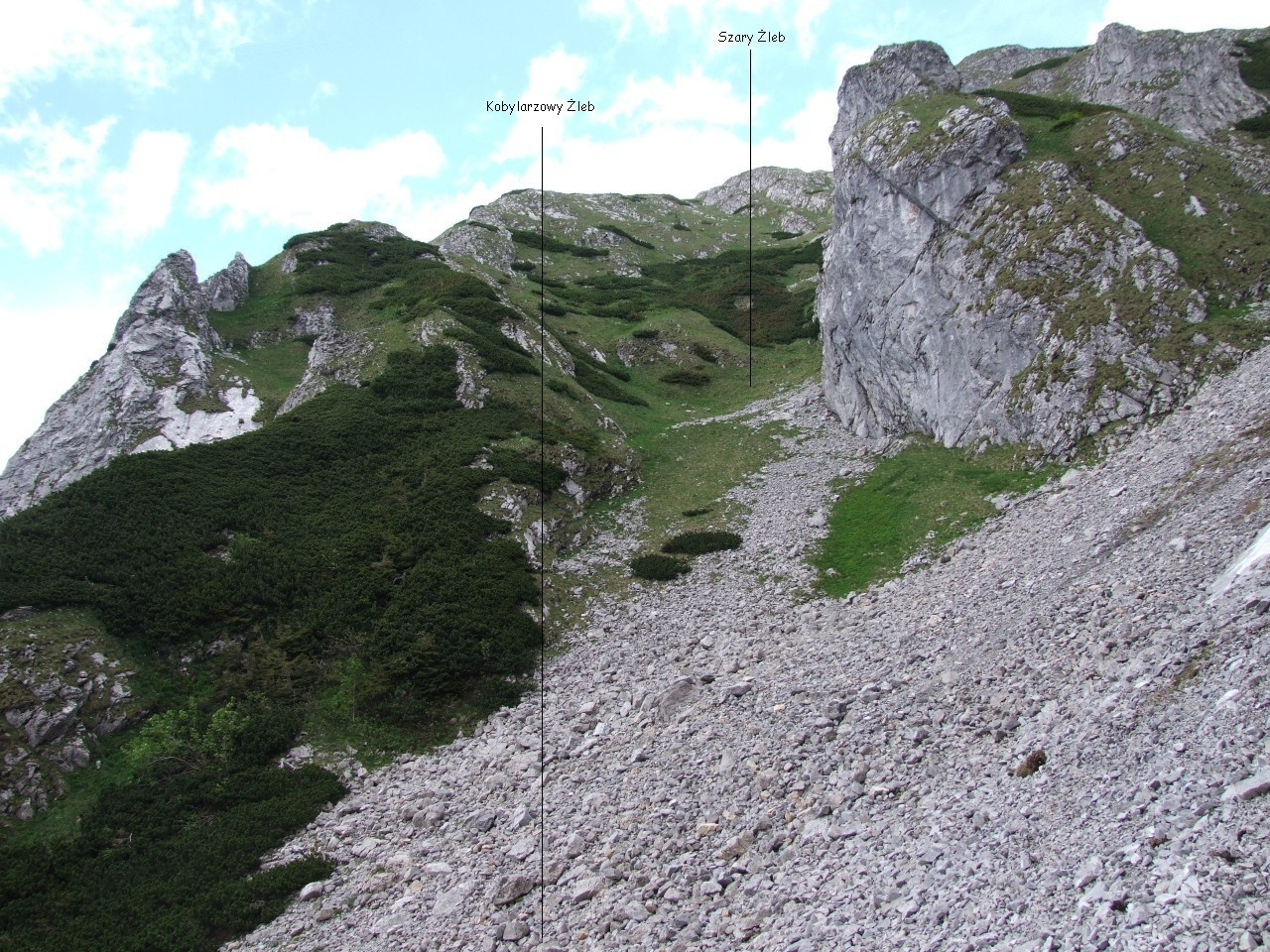
Lesista Kazalnica po prawej stronie Szarego Żlebu

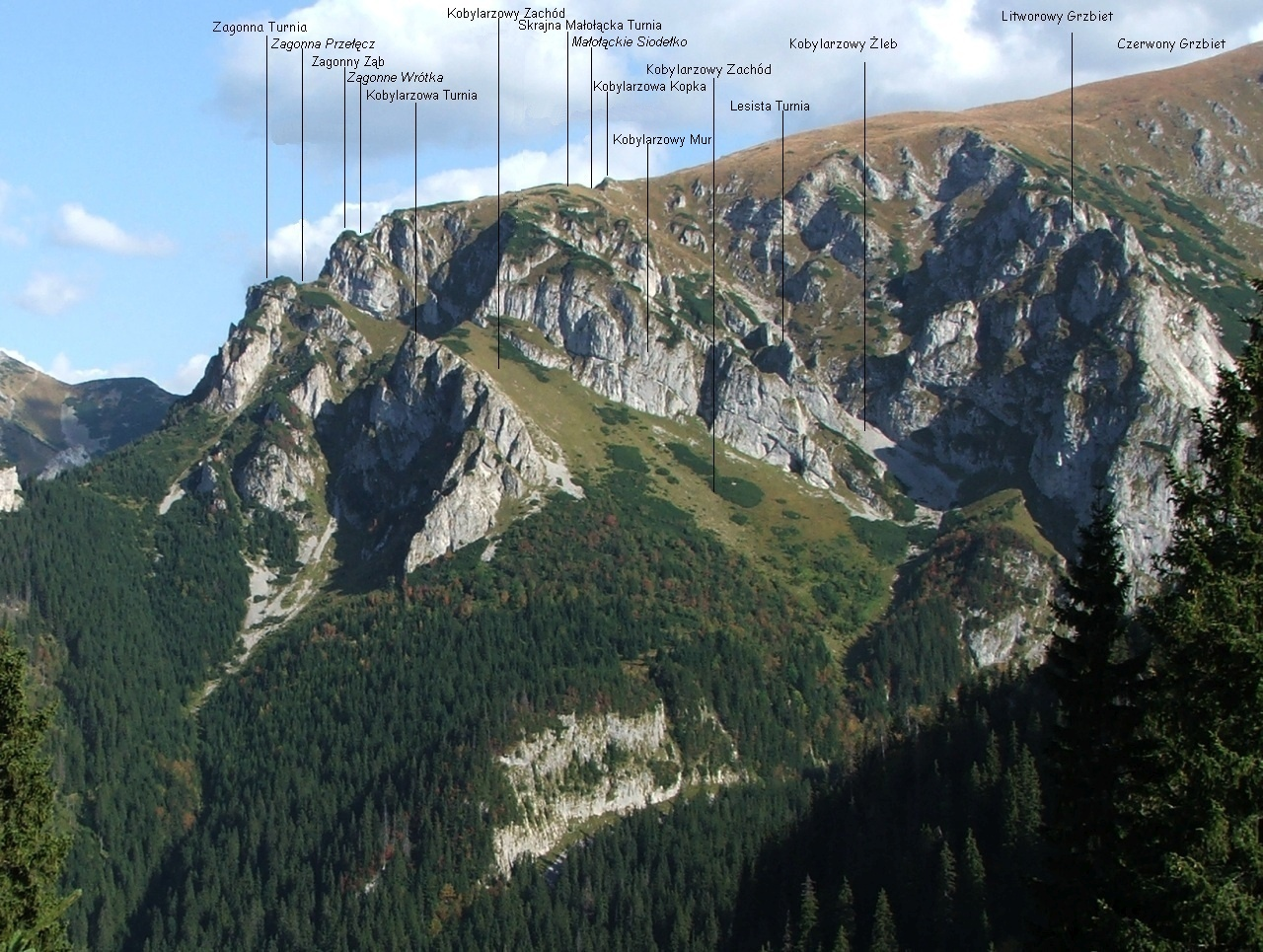
Widok spod Pieca. Lesista Kazalnica opisana jako Lesista Turnia

Lesista Kazalnica – turnia w grzędzie oddzielającej Kobylarzowy Żleb od Szarego Żlebu w północno-zachodniej grani Małołączniaka w masywie Czerwonych Wierchów w Tatrach. Stanowi dolne zakończenie tej grzędy i do obydwu tych żlebów opada pionowymi ścianami. Opisuje ją Władysław Cywiński w 2 tomie przewodnika wspinaczkowego „Czerwone Wierchy. Część wschodnia”, nie podaje jednak jej nazwy. Nazwę podaje mapa Geoportalu.
Kazalnicą w taternictwie nazywa się skałę wypreparowana z grzbietu górskiego lub (rzadziej) ze zbocza lub wierzchowiny i z trzech stron ograniczoną pionowymi ścianami. Charakterystyczną cechą jest występowanie na jej szczycie poziomej lub lekko tylko nachylonej platformy lub niewielkiej płaśni. Zbudowana z wapieni Lesista Kazalnica jest dobrze widoczna z niebieskiego szlaku turystycznego wiodącego Przez Kobylarzowy Żleb na Małołączniak, znajduje się w odległości około 20 m od szlaku.